# Papeški biblični inštitut
Papeški biblični inštitut (italijansko Pontifico istituto biblico) je univerzitetna ustanova Svetega sedeža, ki jo je 7. maja 1909 ustanovil papež Pij X. s apostolskim pismom Vinea electa kot »center višjega študija svetega pisma v mestu Rim in vseh povezanih znanosti v skladu z duhom Rimskokatoliške Cerkve«. Vodstvo ustanove je bilo zaupano jezuitom. Trenutni rektor je Stephen Pisano, S.J.

## Zgodovina
Sprva je inštitut le izobraževal študente, ki so nato opravljali izpite pred Papeško biblično komisijo. Leta 1916 je papež Benedikt XV. odobril, da inštitut podeljuje akademske naslove, nato pa je še papež Pij XI. odobril, da inštitut, v sodelovanju s Gregoriansko univerzo, lahko podeljuje tudi doktorske naslove.

## Lokacija
Sedež inštituta je v Rimu (Piazza della Pilotta), medtem ko v sklopu inštituta pod patronatom Kustodije Svete dežele deluje še podružnica v Jeruzalemu, ki služi kot izhodišče za študente in predavatelje inštituta, ki opravljajo raziskave v Sveti deželi. Jeruzalemska izpostava sodeluje s Hebrejsko univerzo v Jeruzalemu, Studium Biblicum Franciscanum in École Biblique.